# Quinto Fuzio Lusio Saturnino
Quinto Fuzio Lusio Saturnino (in latino: Quintus Futius Lusius Saturninus; 2 a.C. circa – tra 43/44 e 47) è stato un magistrato e senatore romano, console dell'Impero romano.

## Biografia
Il nome di Saturnino è stato per lungo tempo frainteso. Un'epigrafe della città dalmata di Salona tramanda, infatti, il suo nome in maniera del tutto erronea come Quinto Eutezio Lusio Saturnino: gli studiosi hanno poi corretto il primo nomen in Lutezio, ma solamente grazie ad una nuova rilettura di una tavoletta cerata puteolana è stato possibile definire il suo vero nome come Quinto Fuzio Lusio Saturnino.
Saturnino sembra essere stato in origine un membro dell'élite cittadina già senatoria delle città campane di Nuceria o Venafrum, poi adottato dalla gens Futia, di origine quasi certamente cassinate.
Della carriera di Saturnino, quasi nulla è noto. L'unico incarica attestato, però, lo vede al vertice dello stato romano: Saturnino fu infatti console suffetto insieme a Marco Seio Varano per i mesi di luglio e agosto di un anno da identificare quasi certamente con il 41, sostituendo, probabilmente come primi consoli designati da Claudio, gli ultimi consoli caligolei Gneo Senzio Saturnino e Quinto Pomponio Secondo.
Qualcosa di più si sa della sua morte: Seneca, nella sua Apocolocyntosis, lo inserisce infatti tra gli amici di Claudio che attendono il princeps nell'oltretomba per vendicarsi della loro ingiusta morte, mentre Tacito riporta, tra le accuse che portarono all'esilio del delator Publio Suillio Rufo nel 58, che fu proprio il delatore a trarre alla rovina Saturnino. È stato ipotizzato che Saturnino possa essere stato condannato a morte da Messalina e dai liberti imperiali nel 43, nei postumi della fallita rivolta di Lucio Annio Viniciano e Lucio Arrunzio Camillo Scriboniano del 42, ma, allo stato attuale della documentazione, è possibile affermare solo che morì tra 43/44 e 47.
Incerta è la relazione di Saturnino con il console della seconda metà del principato di Claudio (forse nel 50) Quinto Fuzio: è certo che appartenessero alla stessa famiglia, ed è stato proposto che potessero essere padre e figlio, oppure fratelli.